# 一座帝都、一個維也納
「唯一的帝都，唯一的維也納」（德語：'S gibt nur a Kaiserstadt, 's gibt nur a Wien!）作品編號291，是小約翰史特勞斯所做的波爾卡舞曲。

## 解說
1864年在俄罗斯的巴夫洛夫斯克作曲。當時在巴夫洛夫斯克是以「帝都波爾卡」為名進行首演，並在同年12月4日於維也納的人民公园以「一座帝都、一個維也納」為名對維也納市民進行演出。

## 新年音樂會
在维也纳爱乐乐团新年音乐会上的演出中的登場如下。 
- 1942年 - 克萊門斯·克勞斯指揮
- 1949年 - 克萊門斯·克勞斯指揮
- 1978年 - 威利·博斯科夫斯基指揮
- 1997年 - 里卡多·穆蒂指揮
- 2017年 - 古斯塔沃·杜達美指揮

## 外部連結
- ポルカ『帝都はひとつ、ウィーンはひとつ』：国际乐谱典藏计划上的乐谱